# La Grande Battue
La Grande Battue (Hellboy: The Wild Hunt) est le dixième tome de la série de bande dessinée Hellboy.

## Histoire
Hellboy est invité par le club Osiris à participer à une battue, pour chasser les géants qui sortent de leurs tombeaux. Avant même le début des combats, il est trahi par ses compagnons de chasse, qui craignent son héritage royal, et transpercé d'une lance. Il est victime d'une hallucination et se réveille au milieu de leurs cadavres, puis entouré des géants…
Plus tard, il retrouve Alice Monaghan, qu'il avait rendue à ses parents alors qu'elle n'était qu'un bébé. Ensemble, ils se rendent auprès de la Reine Mab qui explique à Hellboy qu'il peut échapper à son destin en explorant sa lignée maternelle, elle aussi royale. La Fée Morgane lui dévoile en effet qu'il est le dernier descendant de la lignée des Pendragon, et roi légitime de Grande-Bretagne. Pour réveiller l'armée des nobles morts d'Angleterre, il lui suffit de se saisir d'Excalibur…
Gruagach, de son côté, utilise le sang d'un village entier pour réveiller la reine des sorcières, déesse de la guerre, la Fée Viviane, qui réclame une armée.

## Commentaires
- L'arc narratif développé dans ce numéro et le précédent, et réalisé par le duo Mignola-Fegredo, est interrompu par des histoires courtes (tomes 11 et 12 dans la publication Delcourt) jusqu'à l'épilogue L'Ultime Tempête (The Storm & the Fury).
- Le volume se clôt par un carnet de croquis.
- Duncan Fegredo dédie ce livre à son père.

## Publication
- Hellboy: The Wild Hunt (#1-8, 2008-2009)
- Hellboy: The Wild Hunt (TPB, 2010)
- Delcourt (collection « Contrebande »), 2010